# ژاکه
ژاکه (فرانسوی: Jacquet‎ یا فرانسوی: Jaquet‎) یک نام فرانسوی است. ژاکه ممکن است به یکی از موارد زیر اشاره داشته باشد:
- امه ژاکه (زادهٔ ۱۹۴۱)، بازیکن و مربی فوتبال فرانسوی
- لوک ژاکه (زادهٔ ۱۹۶۷)، کارگردان فرانسوی